# Renfe Cercanías
A Cercanías Renfe é a denominação comercial do serviço de comboios suburbanos da Renfe, empresa espanhola. Existem várias redes de caminhos de ferro exploradas pela Cercanías Renfe em toda a Espanha. Em Barcelona, desde o dia 1 de Janeiro de 2010, o serviço é gerido pela Generalitat de Catalunya e operado pela Renfe.

## Redes

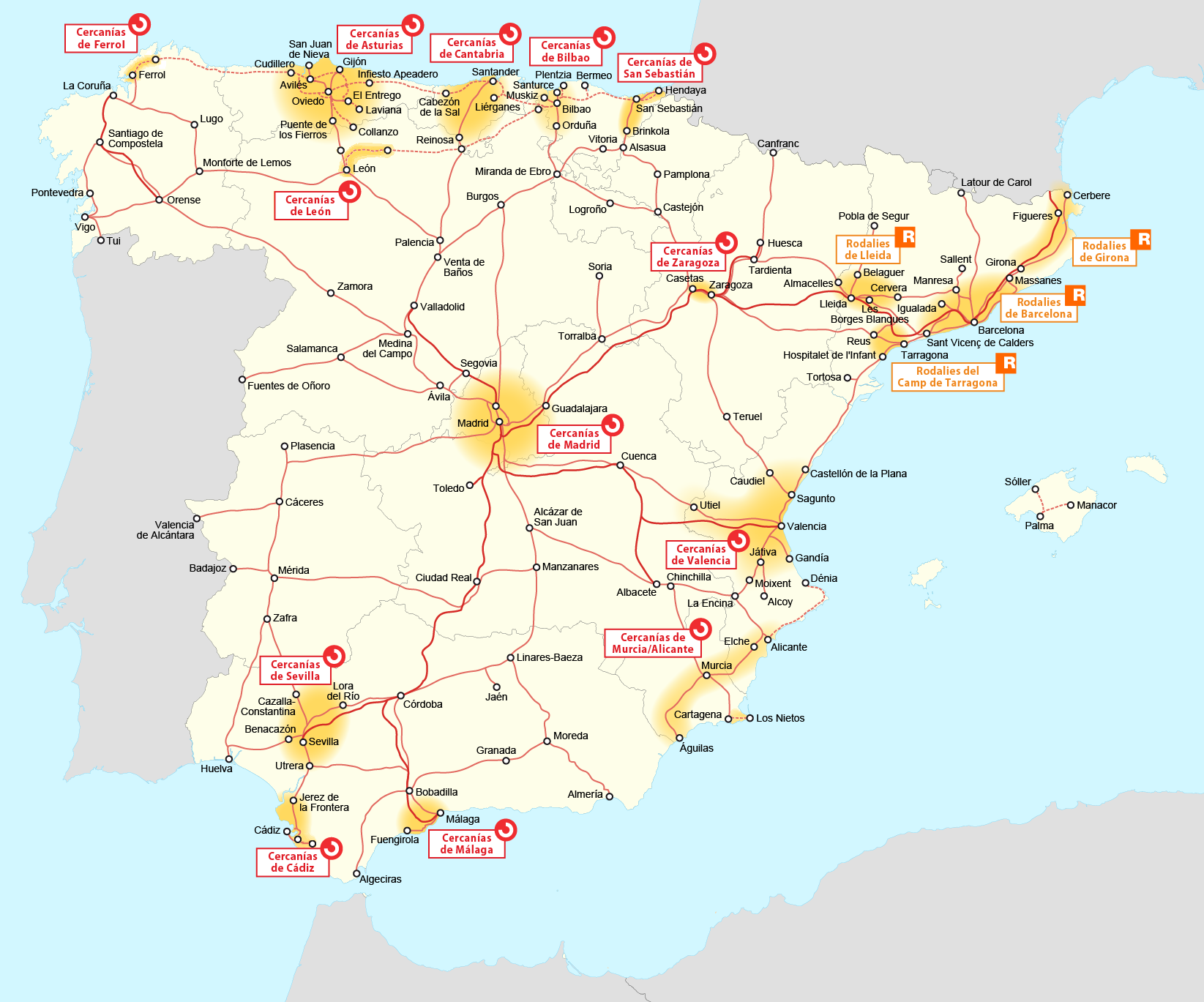
Núcleos de Cercanías da Renfe.

| Cidade          | Nome                                                            | Número de linhas |
| --------------- | --------------------------------------------------------------- | ---------------- |
| Astúrias        | Cercanías Astúrias                                              | 9                |
| Barcelona       | Rodalies de Catalunya                                           | 6                |
| Bilbau          | Cercanías Bilbao (ESP) Bilboko Aldiriak (BAS)                   | 4                |
| Cádis           | Cercanías Cádiz                                                 | 1                |
| Ferrol          | Cercanías Ferrol (ESP) Proximidades Ferrol (GAL)                | 1                |
| Madrid          | Cercanías Madrid                                                | 9                |
| Málaga          | Cercanías Málaga                                                | 2                |
| Múrcia/Alicante | Cercanías Murcia/Alicante (ESP) Rodalia de Múrcia/Alacant (VAL) | 4                |
| Leão            | Cercanías León                                                  | 1                |
| Cantábria       | Cercanías Cantábria                                             | 3                |
| São Sebastião   | Cercanías San Sebastián (ESP) Donostiako Aldiriak (BAS)         | 1                |
| Saragoça        | Cercanías Zaragoza                                              | 1                |
| Sevilha         | Cercanías Sevilla                                               | 3                |
| Valência        | Cercanías Valencia (ESP) Rodalia de València (VAL)              | 6                |

## Em construção
Após a aprovação do Plano de Transporte de Passageiros 2008-2012 por parte da Generalidade da Catalunha, serão criadas as seguintes redes:
- Cercanías Tarragona: 4 linhas aproveitando a infraestrutura já existente, uma já existe a nível tarifário, Tarragona-La Plana.
- Cercanías Gerona: 2 linhas aproveitando a infraestrutura já existente.
- Cercanías Lérida: 3 linhas aproveitando a infraestrutura já existente.

## Material circulante
Nos núcleos de Cercanías da Renfe utilizam-se as seguintes séries:
| Série | Núcleo(s) onde circula                                           | Imagem |
| ----- | ---------------------------------------------------------------- | ------ |
| 440R  | Asturias Barcelona San Sebastián                                 |        |
| 442   | Madrid                                                           |        |
| 446   | Bilbao Madrid Málaga San Sebastián                               |        |
| 447   | Barcelona Madrid Murcia/Alicante Valencia                        |        |
| 450   | Barcelona Madrid                                                 |        |
| 451   | Barcelona                                                        |        |
| 592   | Murcia/Alicante Sevilla Valencia                                 |        |
| Civia | Asturias Barcelona Cádiz Madrid Málaga Sevilla Valencia Zaragoza |        |